# Acacia holstii
Acacia holstii é uma espécie de leguminosa do gênero Acacia, pertencente à família Fabaceae.